# Sisaratandrawa
Sisaratandrawa is een bestuurslaag in het regentschap Nias van de provincie Noord-Sumatra, Indonesië. Sisaratandrawa telt 925 inwoners (volkstelling 2010).